# 凌志LC
雷克萨斯LC（日文：レクサス·LC），是豐田汽車豪華車部門凌志的豪華旅行車／個人豪華車。源於2012年由加利福尼亞州新港灘的豐田Calty設計研究公司設計的LF-LC概念車。开发代號“950A”進行開發，2013年1月轉移到位於日本愛知縣的豐田技術中心，並在2014年上半年確認了最終產品設計，2016年正式公布，2017年开始生产。
它取代了从1991年到2010年生产的SC。它是首个利用GA-L平台的雷克萨斯车型，该平台与其他部件一起，与全尺寸的XF50系列LS轿车共享。根据雷克萨斯的说法，LC代表了“Luxury Coupe ”（豪华轿跑车）。

## 图片展

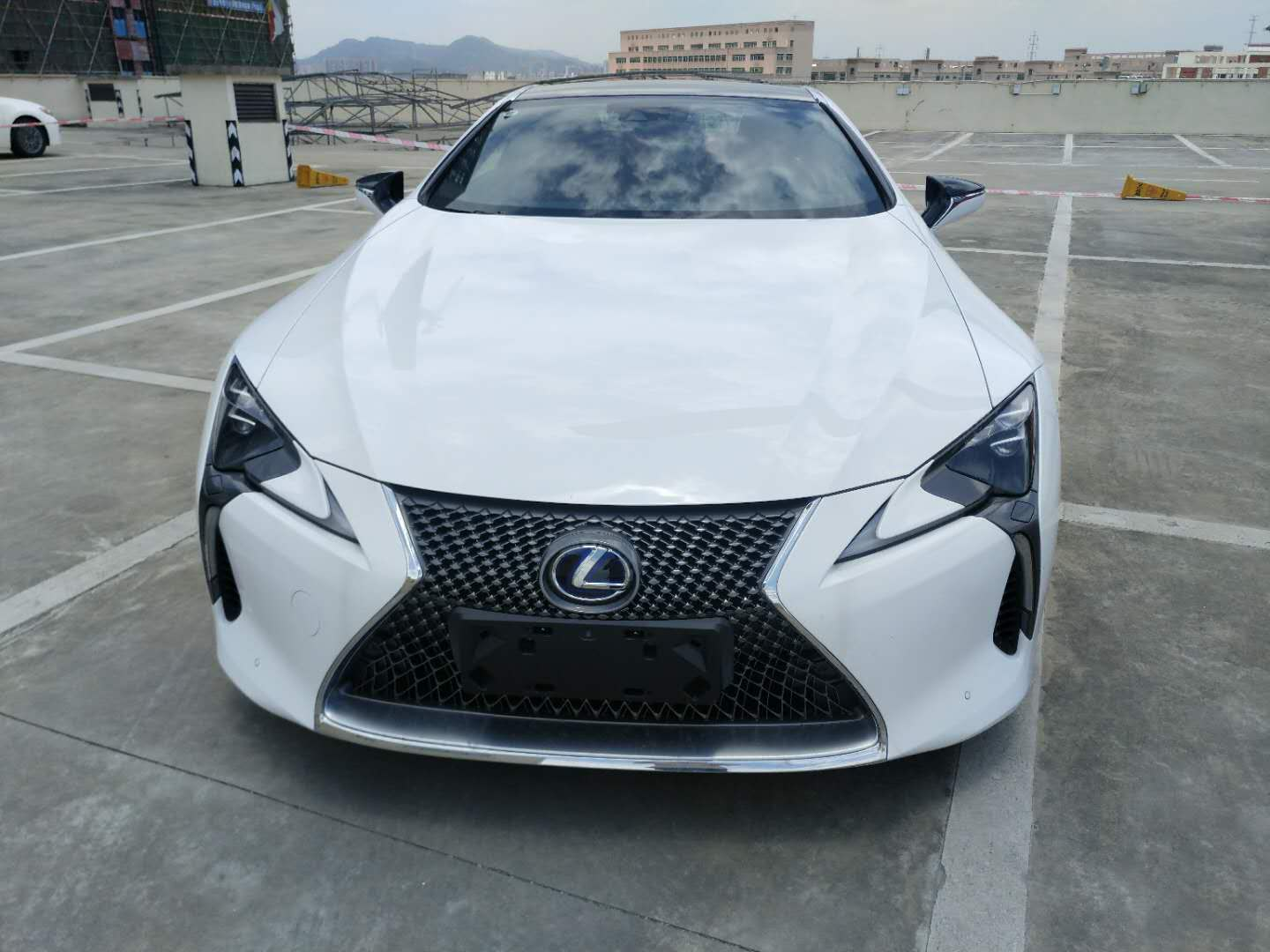
雷克萨斯LC500H的正面
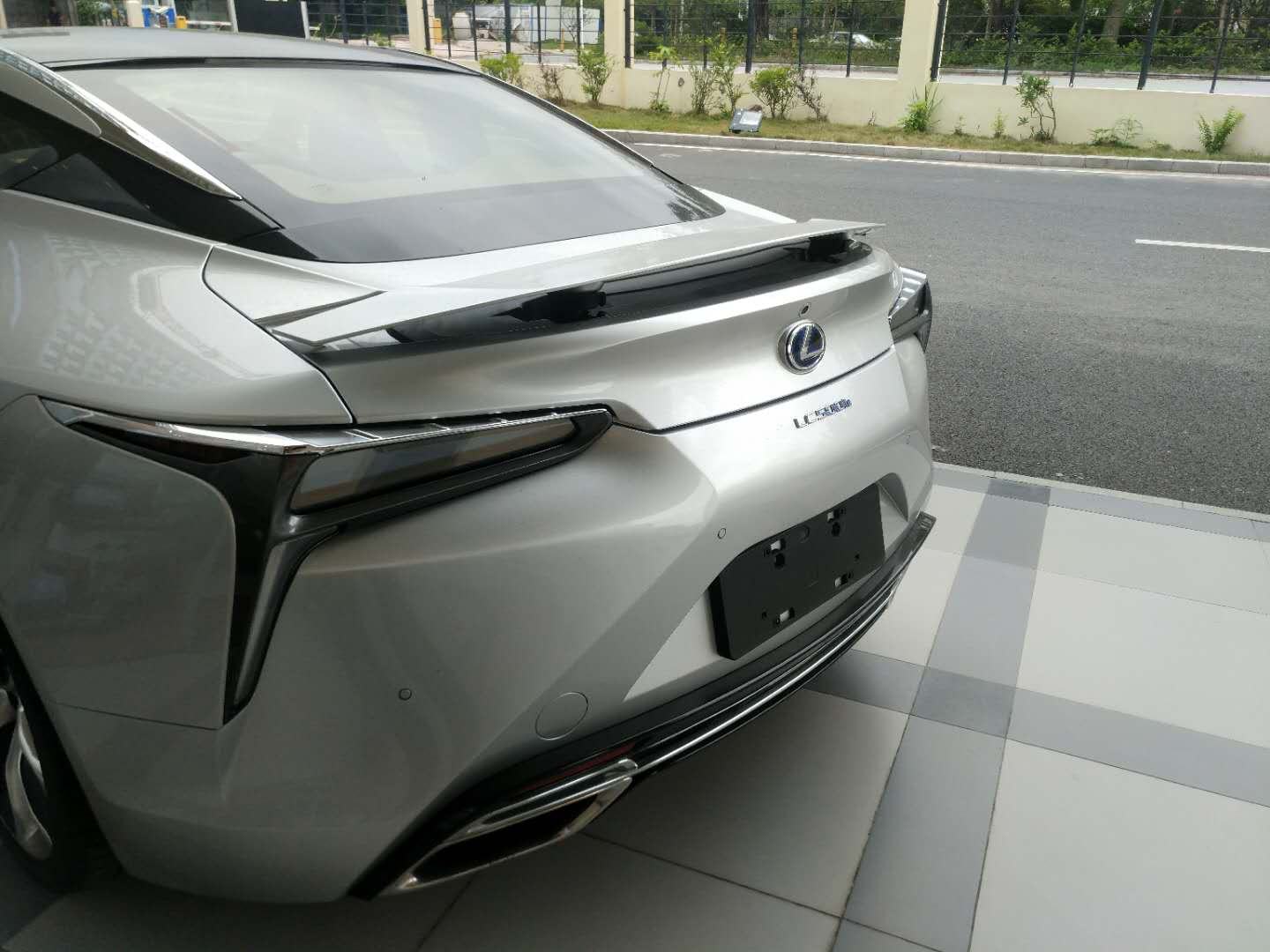
雷克萨斯LC500H尾翼开启时
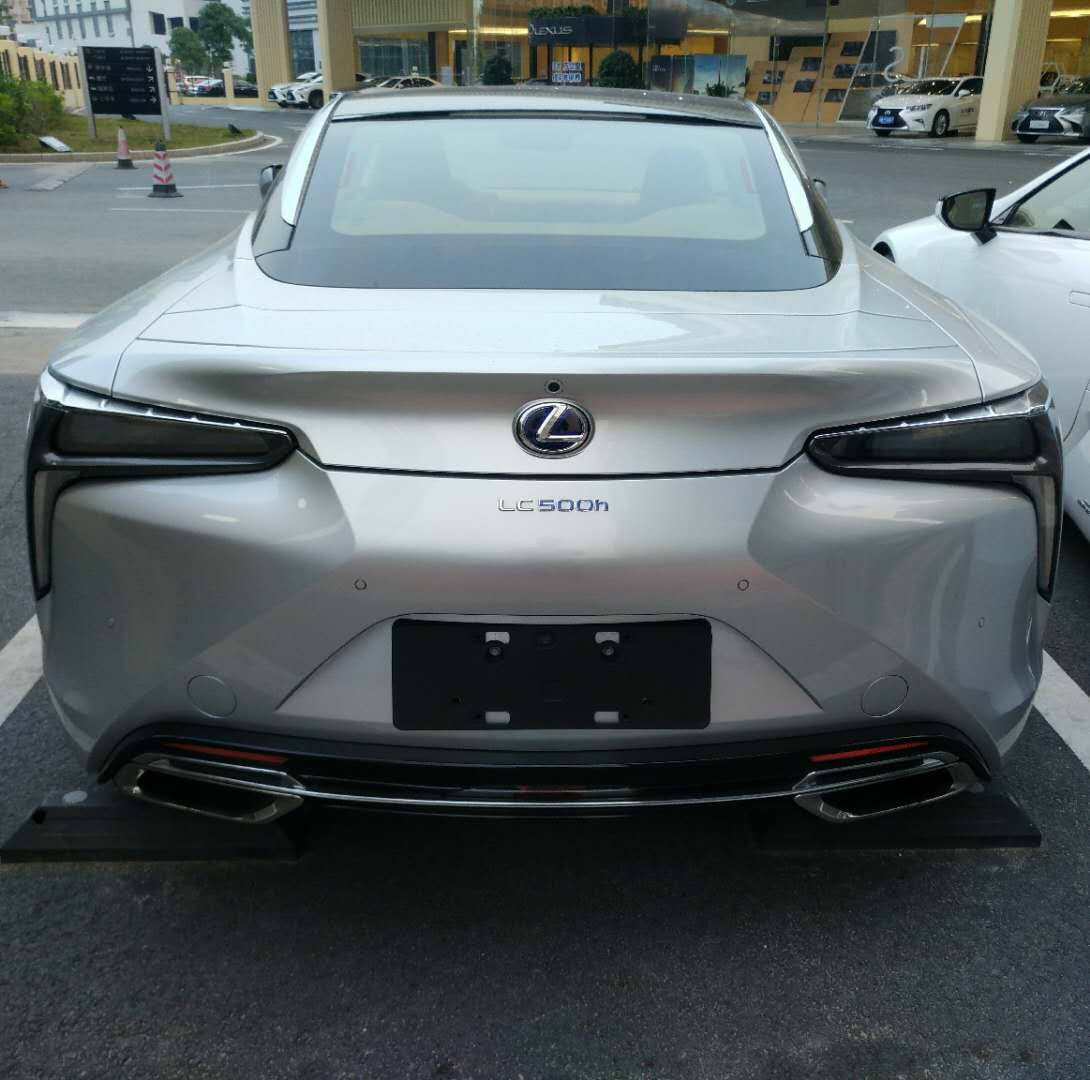
雷克萨斯LC500H背面